# Regioni della Repubblica Popolare di Romania
Le regioni della Repubblica Popolare di Romania rappresentavano la suddivisione amministrativa di primo livello (raioane) creata dal 1950 al 1968, applicando il modello sovietico nella Repubblica Popolare Romena e poi nella successiva Repubblica Socialista di Romania.

## Cronologia

Suddivisione amministrativa del territorio di Romania 1950-1952

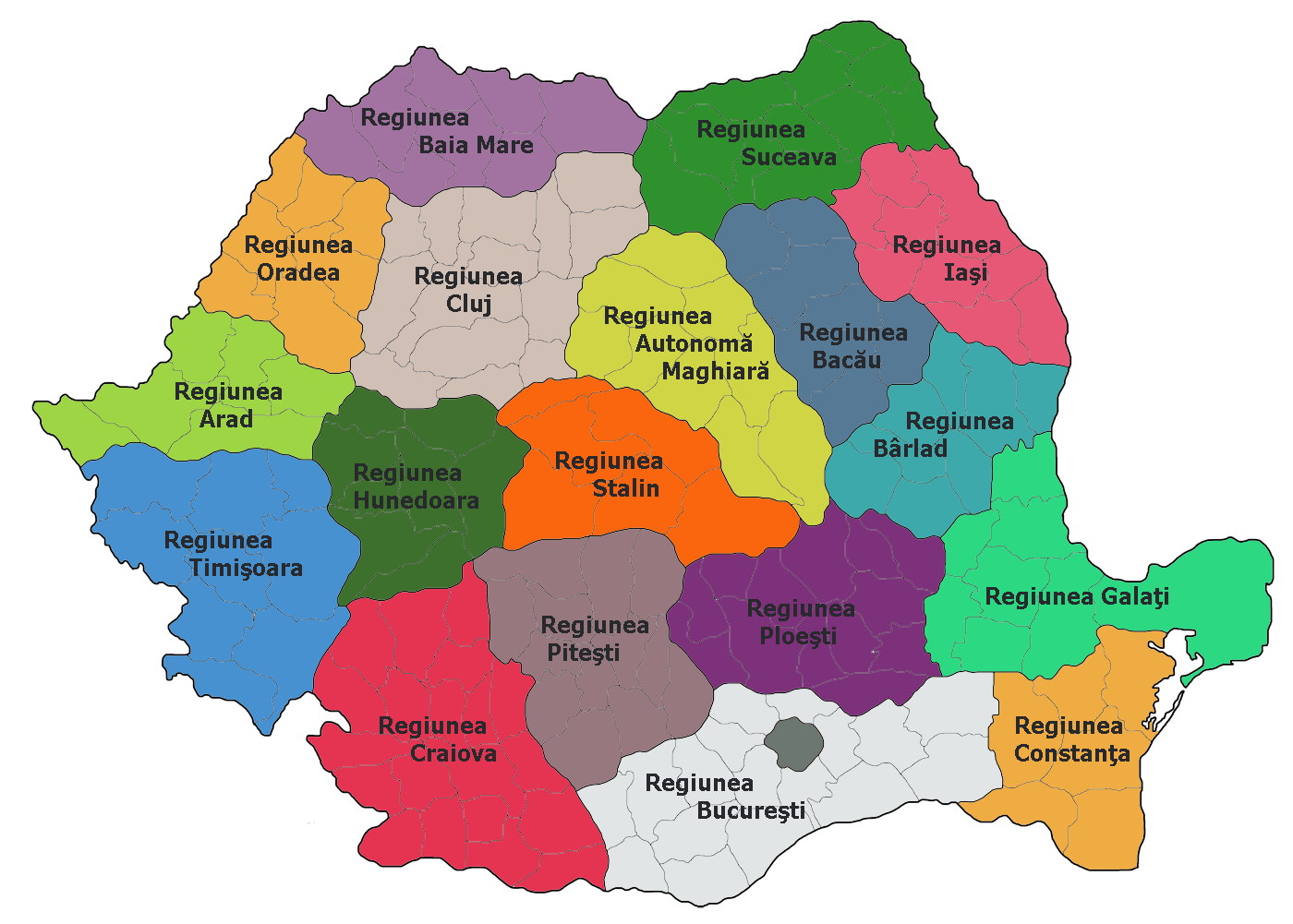
Suddivisione amministrativa del territorio di Romania 1952-1956

Suddivisione amministrativa del territorio di Romania 1960-1968

- 6 settembre 1950 - La prima legge nr.5 definì 58 distretti (județe) (con al di sotto 424 plăși e 6.276 comuni rurali e urbani), suddivisi in 28 regioni[1] (177 distretti, 148 città e 4.052 comuni).
- 19 settembre 1952 - Il decreto 331 fu modificato con legge nr. 5/1950, riducendo le regioni a 18: Arad, Bacău, Baia Mare, Bârlad, București, Cluj, Constanța, Craiova, Galați, Hunedoara, Iași, Oradea, Pitești, Ploiești, Stalin, Suceava, Timișoara e, per la prima volta dalla Grande Unione della Romania, un'entità amministrativa autonoma di minoranza etnica, la Provincia Autonoma Ungherese[2].
- 10 gennaio 1956 - Il primo decreto 12 fu modificato con legge nr. 5/1950 abrogando le regioni Arad e Bârlad[3].
- 24 dicembre 1960 - La legge nr. 3 fece un riordino di territori e di toponomastica. La entità autonoma magiara fu rinominata Regiunea Mureș-Autonomă Maghiară, modificandone territorio. Le regioni vennero ridotte a 16.
- 16 febbraio 1968 - La legge nr. 2 reintroduce i distretti (județe). Il 14 gennaio 1968 fu pubblicata la legge con 35 distretti. La Commissione centrale del Partito e dello Stato sull'organizzazione delle contee e dei comuni discusse nel Comitato del Partito Comunista. Il risultato finale fu il ritorno alla situazione anteriore al 1950, con 39 distretti, il municipio di Bucarest, 236 città, con 47 municipalità e 2.706 comuni e 13.149 villaggi.[4]